# Stefano Menichini
Stefano Menichini (Roma, 15 ottobre 1960) è un giornalista e scrittore italiano.

## Biografia
Comincia a lavorare a il manifesto a 19 anni. Trascorrerà nella redazione del giornale comunista diciotto anni, iniziando come diffusore militante per passare a cronista politico, caposervizio, caporedattore centrale, editorialista.
Nel 1997 lascia il manifesto. Diventa capo, fino al 2000, dell'Ufficio per la comunicazione istituzionale del comune di Roma, durante la seconda giunta Rutelli. Dal 2000 al 2001 è consulente per la comunicazione e responsabile delle attività in rete della Presidenza del Consiglio (Governo Amato II).
Nel 2003, partecipa alla fondazione del quotidiano Europa, organo della Margherita, e ne diventa vicedirettore, con direttore Nino Rizzo Nervo. Quando nel 2005 quest'ultimo lascia per diventare consigliere d'amministrazione della Rai, Menichini diventa direttore del quotidiano fino alla sua chiusura, nel dicembre 2014.
Nel luglio 2015 ottiene una consulenza di tre anni presso il Ministero delle infrastrutture e dei trasporti di Graziano Delrio.
Il 10 febbraio 2016 viene scelto quale nuovo Capo dell'Ufficio Stampa-Responsabile della Comunicazione della Camera dei deputati.
Dal settembre 2020 è portavoce del Ministro dell’Economia e delle Finanze Roberto Gualtieri.
Ha scritto libri sulla nascita del movimento politico dei Verdi, sulle politiche economiche e sociali del governo Berlusconi e Quindici parole, con Francesco Rutelli.